# 竹山のやりたい100のこと〜ザキヤマ&河本のイジリ旅〜

『竹山のやりたい100のこと〜ザキヤマ&河本のイジリ旅〜』（たけやまのやりたいひゃくのこと ザキヤマ アンド こうもとのイジリたび）は、2012年5月から2013年2月までフジテレビONEで放送されていたバラエティ番組。
2013年5月から、同じくフジテレビONEで『竹山のやりたい100のこと シーズン2 〜ザキヤマ&河本のイジリ天国〜』（たけやまのやりたいひゃくのこと シーズン ツー ザキヤマ アンド こうもとのイジリてんごく）が放送されている。
2014年9月よりシーズン3となる『竹山、芸人やめるってよ〜ザキヤマ&河本のイジリクルート〜』（たけやまげいにんやめるってよ シーズンスリー ザキヤマ アンド こうもとのイジリクルート）が開始された。

## 概要
- カンニング竹山が今やりたいことをリサーチ、それを元に山崎弘也（アンタッチャブル）と河本準一（次長課長）が竹山をイジリ倒す番組。
- シーズン2のテーマは、「竹山エンディングノート」を完成させる事。
- シーズン3のテーマは、「竹山の芸人以外の転職探しをサポート」する事。前シリーズまでと違い半年間のみの放送（全6回）になった。
- シーズン4のテーマは、「お笑い免許」を取得する事。
- シーズン5のテーマは、「ブートキャンプ」最終難関まで到達する事。
- シーズン6のテーマは、「金八先生のような理想の教師」になる事。
- シーズン7のテーマは、「政治家」になる為、党首討論や街頭演説など政治家になるために奮闘。

## 出演者
- カンニング竹山
- 山崎弘也（アンタッチャブル）
- 河本準一（次長課長）

シーズン1
- 青野未来（竹山やりたいガール、第5回 - 第10回）
- 竹山バーターガール：松中みなみ（第1回）、川村りか（第2回）、安西結花（第3回）

シーズン2
- 小玉ゆうい（竹山喪主ガール、第3回 - 第10回）

シーズン3
- 桃瀬美咲（イジリクルート新入社員）

シーズン4
- 岡井千聖（℃-ute）

シーズン5
- スミス楓

シーズン6
- 大川藍

シーズン7
- 朝日奈央

## 放送リスト

### シーズン1 「竹山のやりたい100のこと～ザキヤマ&河本のイジリ旅～」
| 回 | 初回放送日    | 企画                                                       | 備考            |
| 1  | 2012年5月4日  | まずはやりたいことを考えよう                               |                 |
| 2  | 2012年6月     | バイクで旅をするついでにランクルを買おう                   | 地上波放送第1弾 |
| 3  | 2012年7月     | 竹山の私物をフリーマーケットで叩き売ろう                   | 地上波放送第2弾 |
| 4  | 2012年8月     | 竹山やりたいガールオーディションをやろう                   |                 |
| 5  | 2012年9月     | このままだと8年かかるのでとにかく色々やろう                |                 |
| 6  | 2012年10月    | 竹山は父親になれるのか病院で検査しよう                     | 地上波放送第3弾 |
| 7  | 2012年11月    | 竹山は1日で何キロ痩せるか運動して確かめよう                | 地上波放送第4弾 |
| 8  | 2012年12月    | 竹山監督の脚本・演出でドラマを撮ろう                       |                 |
| 9  | 2013年1月     | 大喜利が下手なので3時間で100回やって上手くしよう           |                 |
| 10 | 2013年2月17日 | 最終回なので、おごらせつつ竹山にありがとうと言ってもらおう |                 |
| -- | ------------- | ---------------------------------------------------------- | --------------- |

- 地上波放送第1弾2012年10月19日(金)26：35 - 27：35
- 地上波放送第2弾2012年11月19日(金)26：35 - 27：35
- 地上波放送第3弾2013年1月4日(金)25：55 - 26：55
- 地上波放送第4弾2013年2月8日(金)27：14 - 28：14

### シーズン2 「竹山エンディングノート～ザキヤマ＆河本のイジリ天国～」
| 回 | 初回放送日     | 竹山の遺言                                                          | 備考 |
| 1  | 2013年5月5日   | 「この仕事はプラスじゃなきゃダメなんだよ! -5はこの仕事ダメなの!」   |      |
| 2  | 2013年6月9日   | 「一切ダメ出しすんな!これから」                                     |      |
| 3  | 2013年7月      | 「眼鏡イジるヤツが一番嫌いなんだよ!俺のことイジっても眼鏡イジるな」 |      |
| 4  | 2013年8月18日  | 「ペラで持ってこい!全部覚えてくるから!」                            |      |
| 5  | 2013年9月8日   | 「車 買いたいんだよ!」                                              |      |
| 6  | 2013年10月20日 | 「山崎って言うぞ いいか… マジで無いんだ!」                          |      |
| 7  | 2013年11月15日 | 「やめてくれよ どの角度で見てもダセェだろ!」                        |      |
| 8  | 2013年12月14日 | 「一生懸命やってるって美しいことだろ!」                             |      |
| 9  | 2014年1月      | 「早く食いてぇよ両刀！」                                            |      |
| 10 | 2014年2月13日  | 「生きてんだぞ！こっちはまだ」                                      |      |
| -- | -------------- | ------------------------------------------------------------------- | ---- |

### シーズン3 「竹山、芸人やめるってよ～ザキヤマ＆河本のイジリクルート～」
| 回 | 初回放送日     | 転職先業種                                                  | 備考 |
| 1  | 2014年9月23日  | 「意外と運動神経が良い竹山、プロレスラーに転職!?」          |      |
| 2  | 2014年10月21日 | 「意外と男性もイケる竹山､ニューハーフコンパニオンに転職!?」 |      |
| 3  | 2014年11月28日 | 「芸歴24年の竹山､お笑い学校の講師に転職!?」                 |      |
| 4  | 2014年12月16日 | 「動物とお喋りできる竹山、水族館の飼育係に転職!?」          |      |
| 5  | 2015年1月20日  | 「本当は根が優しい竹山､幼稚園の先生に転職!?」               |      |
| 6  | 2015年2月10日  | 「煩悩が多すぎる竹山、ついに出家して僧侶に転職!?」          |      |
| -- | -------------- | ----------------------------------------------------------- | ---- |

### シーズン4 「竹山の免許がない！～ザキヤマ＆河本のイジリ教習所～」
| 回 | 配信開始日   | お笑い免許教習所        | 備考 |
| 1  | 2016年4月4日 | 「オープニング」        |      |
| 2  | 2016年4月4日 | 「ペーパーテスト」      |      |
| 3  | 2016年4月4日 | 「ペーパーテスト②」     |      |
| 4  | 2016年4月4日 | 「SNS免許試験」         |      |
| 5  | 2016年4月4日 | 「MC免許試験」          |      |
| 6  | 2016年4月4日 | 「一発ギャグ免許試験」  |      |
| 7  | 2016年4月4日 | 「ワイプ免許試験」      |      |
| 8  | 2016年4月4日 | 「ドッキリ免許試験」    |      |
| 9  | 2016年4月4日 | 「食レポ免許 実技試験」 |      |
| -- | ------------ | ----------------------- | ---- |

### シーズン5 「竹山ブートキャンプ！～ザキヤマ＆河本のイジリトレーニング～」
| 回 | 配信開始日     | サブタイトル             | 備考 |
| 1  | 2016年10月11日 | 「オープニング」         |      |
| 2  | 2016年10月11日 | 「竹山の後輩からの密告」 |      |
| 3  | 2016年10月11日 | 「着替え」               |      |
| 4  | 2016年10月11日 | 「身体検査」             |      |
| 5  | 2016年10月11日 | 「号令」                 |      |
| 6  | 2016年10月11日 | 「食事」                 |      |
| 7  | 2016年10月11日 | 「筋力トレーニング」     |      |
| 8  | 2016年10月11日 | 「実践」                 |      |
| -- | -------------- | ------------------------ | ---- |

### シーズン6 「熱血！ガチギレ竹八先生～ザキヤマ＆河本のイジリ学校～」
| 回 | 配信開始日    | サブタイトル                 | 備考 |
| 1  | 2017年6月30日 | 「オープニング」             |      |
| 2  | 2017年6月30日 | 「竹八オープニング撮影」     |      |
| 3  | 2017年6月30日 | 「国語の授業」               |      |
| 4  | 2017年6月30日 | 「給食の時間」               |      |
| 5  | 2017年6月30日 | 「大喜利の授業」             |      |
| 6  | 2017年6月30日 | 「体育の授業」               |      |
| 7  | 2017年6月30日 | 「放課後～生徒の悩み相談～」 |      |
| -- | ------------- | ---------------------------- | ---- |

### シーズン7 「そして竹山、政治家になる ～ザキヤマ＆河本のイジリ党～」
| 回 | 配信開始日   | サブタイトル     | 備考 |
| 1  | 2018年6月1日 | 「オープニング」 |      |
| 2  | 2018年6月1日 | 「マニフェスト」 |      |
| 3  | 2018年6月1日 | 「ポスター撮影」 |      |
| 4  | 2018年6月1日 | 「政見放送」     |      |
| 5  | 2018年6月1日 | 「党首討論」     |      |
| 6  | 2018年6月1日 | 「街頭演説」     |      |
| -- | ------------ | ---------------- | ---- |

## DVD
シーズン1
- 竹山のやりたい100のこと〜ザキヤマ&河本のイジリ旅〜イジリ1 俺がシャツって言ったらシャツなんだよ! の巻 （2012年11月8日）
- 竹山のやりたい100のこと〜ザキヤマ&河本のイジリ旅〜イジリ2 首はホントに持ってかれるぞ! の巻 （2012年11月21日）
- 竹山のやりたい100のこと〜ザキヤマ&河本のイジリ旅〜イジリ3 お前ら、性で遊ぶな! の巻 （2012年11月21日）
- 竹山のやりたい100のこと〜ザキヤマ&河本のイジリ旅〜イジリ4 マイクロは寝ろよ!の巻 （2013年3月20日）
- 竹山のやりたい100のこと〜ザキヤマ&河本のイジリ旅〜イジリ5 死んだらここに埋めれがいいが!の巻 （2013年3月20日）
- 全巻購入者特典
  - 撮りおろし（秘）DVD「竹山に言いたい10のこと～ザキヤマ＆河本のほめる旅」

シーズン2
- 竹山エンディングノート〜ザキヤマ&河本のイジリ天国〜ページ1 喪主を決めようの巻 （2013年11月20日）
- 竹山エンディングノート〜ザキヤマ&河本のイジリ天国〜ページ2 竹山二世を決めようの巻 （2013年11月20日）
- 竹山エンディングノート〜ザキヤマ&河本のイジリ天国〜ページ3 遺影を撮ろうの巻 （2013年11月20日）
- 竹山エンディングノート〜ザキヤマ&河本のイジリ天国〜ページ4 思い出を作ろうの巻 （2014年3月19日）
- 竹山エンディングノート〜ザキヤマ&河本のイジリ天国〜ページ5 生前葬をしようの巻 （2014年3月19日）

シーズン3
- 竹山、芸人やめるってよ〜ザキヤマ&河本のイジリクルート〜job.1 「プロレスラー&ニューハーフ」 （2015年3月18日）
- 竹山、芸人やめるってよ〜ザキヤマ&河本のイジリクルート〜job.2 「お笑い講師&水族館飼育係」 （2015年3月18日）
- 竹山、芸人やめるってよ〜ザキヤマ&河本のイジリクルート〜job.3 「幼稚園の先生&僧侶」 （2015年3月18日）

## スタッフ
- ナレーション：塩月友香
- 構成：柳しゅうへい
- CAM：松井光太郎
- AUD：藤田勝巳
- 音響効果：田村智之（クジラノイズ）
- 編集：田口智樹
- MA：駒井仁
- 技術協力：八峯テレビ・ImaGica
- 美術協力：フジアール
- 編成：竹村大介、下川猛
- フジテレビONETWONEXT：橋口愛
- ＡＰ：大野もも、高柳俊介、西村拓也
- ディレクター：地濃愛、中島太一
- 演出：谷中憲
- プロデューサー：五十嵐剛、鈴木寿裕、上原敏明、森雅史
- 制作協力：ユーフィールド
- 製作著作：2012イジリ旅製作委員会